# YATAGARASU
『YATAGARASU』（ヤタガラス）は、愛原司による日本のサッカー漫画。『月刊少年マガジン』（講談社）にて連載。単行本は全26巻。

## 登場人物

### 城ヶ丘トレセン
ここでは城ヶ丘トレセンのメンバーとそのセレクションに参加した面々を紹介する。

#### 城ヶ丘
茂木但馬
FW。背番号11。本作品の主人公。抜群のフィジカルを持つ選手。また、非常に勝気な性格をしている。覚えも早く、シュート練習ではじめはゴール1つ分以上越えるシュートしか打てなかったのが、伊集院がマンツーマンで教えただけでわずか2日で普通に前に飛ぶようになったり、見よう見まねでマルセイユルーレットやシザースを取得したりするなど、非常にセンスのある選手。運動能力では小学校時代から長けており、バスケットボールではダンクシュートを決めたり、陸上競技では余裕で優勝してしまうほどであったが、城西イーグルスに所属している陽太郎にサッカーだけ負けてしまいそれがサッカーを始める動機になった。江守、長谷部、三枝、岸部と同じ中学校の楓中学校に通っている。
江守一也
DF / MF（ディフェンシブハーフ）。茂木と同学年。初期には茂木にサッカーのアドバイスをしていた人物。三枝を尊敬している。テクニックはあるのだが、キック力に難がある。
金田真
MF（右サイドハーフ）。背番号8。茂木と同学年。茂木とシエロのテストで知り合い、はじめは茂木のことを忌み嫌っていたが次第に茂木の才能を認めるようになった。
長谷部幹
MF（左サイドハーフ / ディフェンシブハーフ）。背番号7。茂木と同学年。小学校時代には森村と遜色ない実力を持っていたが、その当時はすぐに怒る性格で県トレの練習後にクラブの部室の前で長谷部がいないと楽しくていいと言われたのがショックで、一時期サッカーを離れるが、楓中のサッカー部の助っ人として茂木とサッカーをしたことにより再び城ヶ丘に戻る決意をする。
岸辺
GK。背番号1。茂木より1つ年上。PKには滅法強く、非常にセーブ力の高い守護神。
三枝
DF（センターバック）。背番号6。茂木より2つ年上。城ヶ丘トレセンのキャプテン。冷静な判断力と守備力を持っている。
伊集院
城ヶ丘の監督を務める老人。気の強い茂木を抑えられる人物。

#### シエロ
森村道
MF（オフェンシブハーフ）。背番号10。茂木と同学年。各年代別代表に選ばれているサッカーエリート。茂木にライバル視される人物であり、非常に技術のある選手である。
矢野
FW（右ウイング） / MF（ディフェンシブハーフ）。背番号7。茂木より1つ年上。スピードがあり、快速を生かしてゴールを奪う選手。
桐生
DF（センターバック）。背番号4。茂木より2つ年上。三枝をライバル視している人物。フィジカルが強いが、冷静さが足りてない部分があり、春の新人戦では茂木をプロフェッショナルファウルで倒してしまい、退場処分を受ける。
天野
シエロ監督。城ヶ丘トレセン監督でもある。厳格だが公正。他チームの選手、監督からも一目置かれる。城ヶ丘監督、伊集院の教え子。

#### 城西イーグルス
山口陽太郎
DF（左サイドバック）。背番号6。茂木と同学年。小学生時代の茂木の友人。ロベルト・カルロスのようなFKを蹴れる選手。周囲から孤立しているカルロスのたった一人の友人。
カルロス
FW。背番号10。ブラジル出身。フォーリャセッカという大きく変化するシュートや、エラシコやラボーナといった難易度の高いテクニックも操れる選手。ブラジル時代の経験から人間不信に陥り、不遜かつ敵対的な性格になるが、同じチームの陽太郎とだけは仲が良い（カルロスも陽太郎に対しては友情を抱いている）。

#### 神武
反町優作
MF（左サイドハーフ）。背番号7。左サイドのスペシャリスト。県トレに選抜経験があるが、辞退している。格闘技オタク。変人に見られることが多いのだが、根はいい奴と三枝が語っている。
曽根
MF（ディフェンシブハーフ）。普段は温厚であるが、試合では高校生にも負けないフィジカルを持つ。

### サマーカップ出場チーム

#### 香坂トレセン
早瀬
MF（オフェンシブハーフ）。背番号10。各年代別代表。茂木、森村と同学年。抜群の決定力とマルセイユルーレットを操る技術力を持つ。森村とは過去に因縁がある。実力は確かだが傲慢で人を見下すところがあり、試合中でも年長のチームメイトを罵倒することがある。
塚口
DF（ディフェンシブハーフ）。背番号6。香坂トレセン主将。県トレ選手。良識の持ち主。監督である竹林の策略で使い捨てにされかけるも替えようにも替えられないと判断されるレベルの実力とキャプテンシーの持ち主。
赤井
GK。背番号1。
竹林
監督。県トレコーチでもある。選手育成能力、指導能力、指揮能力は高いが、自身の野心と目的の為には指導者にあるまじき手段さえ取る。自チームの早瀬をナショナルトレセンに入れるために、ポジションが同じ森村を本来とは違うセンターバックでセレクションで起用し、有利に進めようとする。

#### 朝霜トレセン
毛利
DF。体格に恵まれた選手が揃った朝霜の中心選手。

#### ボガータ兵庫JY
里見
DF（センターバック）。背番号5。ボガータユースの主力選手。

## 備考
タイトルである「ヤタガラス」は日本サッカー協会やユニフォームに用いられている伝説の鳥である。